# Sorbate de potassium
Le sorbate de potassium (E202) est un additif alimentaire, plus précisément un agent conservateur.
Chimiquement, c'est un sel de potassium de l'acide sorbique (E200).
Il est synthétisé chimiquement et on le retrouve dans de nombreux aliments tels que les yaourts aux fruits, les sauces, les boissons ou encore certains beurres allégés.

## Toxicologie
Le sorbate de potassium pur est irritant pour la peau, les yeux et les voies respiratoires.
Il a été accusé d'effet mutagène associé à des nitrites en l'absence d'une quantité suffisante d'ascorbate, mais des travaux plus récents contredisent ces données.
Le sorbate de potassium est toxique pour l'ADN humain des lymphocytes. Mais trois études menées dans les années 1970 n'ont montré aucun effet cancérogène chez des rats,,.

## Aliments concernés
Ces denrées sont susceptibles de contenir le sorbate de potassium : yaourts, pruneaux, dattes, vins, sodas ( Selecto, etc.), laits fermentés, ketchup, sauce de piment Sriracha, moutarde, mayonnaise, confiseries (sauf chocolat), fromage en tranches préemballé, purées et les salades fines. Il entre aussi dans la composition des soupes instantanées.